# 로마 영화제
로마 영화제(이탈리아어: Festa del Cinema di Roma)는 이탈리아 로마에서 2006년부터 매년 10월에 개최되는 영화제이다.

## 같이 보기
- 베네치아 국제 영화제